# Carry On (franquicia)
Carry On es una franquicia de comedia británica que comprende 31 películas, cuatro especiales de Navidad, una serie de televisión y espectáculos teatrales producidos entre 1958 y 1992. Producidas por Peter Rogers, las películas de Carry On fueron dirigidas por Gerald Thomas y protagonizadas por un elenco regular que incluía a Sid James, Kenneth Williams, Charles Hawtrey, Joan Sims, Kenneth Connor, Peter Butterworth, Hattie Jacques, Terry Scott, Bernard Bresslaw, Barbara Windsor, Jack Douglas y Jim Dale. El humor de Carry On seguía la tradición cómica británica del music hall y las tarjetas postales subidas de tono. El éxito de las películas llevó a varios spin-offs, incluidos cuatro especiales de televisión de Navidad (1969–1973), una serie de televisión de 13 episodios en 1975, un espectáculo en el West End y dos espectáculos provinciales de verano.
La serie de Carry On contiene el mayor número de películas de cualquier franquicia cinematográfica británica y es la segunda de mayor duración, aunque con una pausa de 14 años (1978–1992) entre la 30.ª y la 31.ª entrega. (La serie de películas de James Bond es la de mayor duración, que comenzó en 1962, cuatro años después de la primera Carry On, aunque cuenta con menos películas).
Rogers y Thomas fueron responsables de las 31 películas, generalmente a tiempo y con un presupuesto estricto, y solían contratar al mismo equipo; algunos de los cuales también trabajaban con regularidad en la serie de James Bond, tales como Peter Lamont, Alan Hume y Anthony Waye. Entre 1958 y 1992, la serie contrató a siete escritores, contando con mayor frecuencia a Norman Hudis (1958–1962) y Talbot Rothwell (1963–1974). Anglo Amalgamated Film Distributors Ltd produjo 12 películas (1958–1966), Rank Organisation hizo 18 (1966–1978), y United International Pictures produjo una (1992).
Todas las películas se realizaron en Pinewood Studios, cerca de Iver Heath, Buckinghamshire. Las restricciones presupuestarias significaban que una gran proporción de la filmación en exteriores se realizaba cerca de los estudios en el sur de Buckinghamshire y alrededores, incluidas las áreas de Berkshire y Middlesex. Sin embargo, a finales de la década de 1960, en el apogeo del éxito de la serie, las tramas más ambiciosas ocasionalmente requerían ubicaciones más lejanas, que incluían el Parque Nacional de Snowdonia, Gales (con Snowdon para representar el Paso Khyber en Carry On Up the Khyber), y las playas de la costa de Sussex para simular las dunas de arena del Sahara en Follow That Camel.

## Contexto
Carry On Sergeant (1958) trata sobre un grupo de reclutas realizando el Servicio Nacional. Su título, una orden comúnmente emitida por oficiales del ejército a sus sargentos en el curso de sus deberes rutinarios, estaba en consonancia con su entorno. La película fue lo suficientemente exitosa como para inspirar una trama similar, nuevamente enfocada en una profesión establecida y respetada en Carry On Nurse. Cuando esta también tuvo éxito, incursiones adicionales con Carry On Teacher y Carry On Constable establecieron la serie. Este «patrón» inicial se rompió con la quinta película en 1961, Carry On Regardless, pero aún seguía una trama similar a la de muchas de las primeras películas: Un pequeño grupo de recién llegados inadaptados a un trabajo cometen errores cómicos, pero se unen para tener éxito al final.
El resto de la serie se desarrolló con un mayor uso de las tradiciones cómicas británicas del music hall y tarjetas postales subidas de tono. Muchos títulos parodiaban películas más serias, como sus homenajes en tono jocoso a James Bond (Spying), westerns (Cowboy), y películas de terror de Hammer (Screaming!). El más impresionante de estos fue Carry On Cleo (1964), en el que el equipo de producción, consciente del presupuesto, hizo pleno uso de algunos escenarios impresionantes que se habían creado en 1960 para Cleopatra (1963), protagonizada por Burton y Taylor, los cuales fueron abandonados cuando la producción se trasladó a Roma. Carry On Emmannuelle, inspirado en el soft-porn Emmanuelle, puso fin a la serie original de Carry On.
El humor característico de Carry On era el doble sentido y la parodia de instituciones y costumbres británicas, como el Servicio Nacional de Salud (Nurse, Doctor, Again Doctor, Matron y el propuesto Again Nurse), la monarquía (Henry), el imperio (Up the Khyber), las fuerzas armadas (Sergeant, England, Jack y los propuestos Flying y Escaping), la policía (Constable) y los sindicatos (At Your Convenience), así como campamentos (Camping), vacaciones en el extranjero (Cruising, Abroad), concursos de belleza (Girls), vacaciones en caravana (Behind) y el sistema educativo (Teacher), entre otros. Aunque los especialistas solían criticar las películas, estas fueron muy populares entre el público. En 2007, el calambur Infamy, infamy, they've all got it in for me, dicho por Kenneth Williams (quien intepretaba a Julio César) en Carry on Cleo, fue elegido como la frase cómica más graciosa en la historia del cine. Sin embargo, esta línea había sido escrita originalmente por Frank Muir y Denis Norden para Jimmy Edwards en la serie de radio Take It From Here años antes.
En 1957, se estrenó una película titulada Carry On Admiral; aunque era una comedia de estilo similar (e incluso presentaba a Joan Sims en el elenco), esta no tiene conexión con la serie Carry On. Lo mismo ocurre con una película estrenada en 1937, Carry On London, la cual tampoco pertenece a la franquicia (aunque, casualmente, fue  protagonizada por el quien sería el intérprete de Carry On, Eric Barker).
El elenco no era muy bien pagado, ya que un intérprete principal recibía alrededor de £5,000 por película. En sus diarios, Kenneth Williams lamentaba esto y criticaba varias de las películas a pesar de su declarado cariño por la serie en conjunto. Peter Rogers, el productor de la serie, reconoció: «Valía la pena cuidar a Kenneth, porque aunque cobraba muy poco [...], hizo ganar mucho dinero a la franquicia».

## Elenco
La serie Carry On incluye un amplio elenco a lo largo de las películas y otras adaptaciones. Los actores principales eran Sid James, Kenneth Williams, Charles Hawtrey, Joan Sims, Kenneth Connor, Peter Butterworth, Hattie Jacques, Bernard Bresslaw, Barbara Windsor y Jim Dale.

## Filmografía
- Carry On Sergeant (1958)
- Carry On Nurse (1959)
- Carry On Teacher (1959)
- Carry On Constable (1960)
- Carry On Regardless (1961)
- Carry On Cruising (1962)
- Carry On Cabby (1963)
- Carry On Jack (1964)
- Carry On Spying (1964)
- Carry On Cleo (1964)
- Carry On Cowboy (1965)
- Carry On Screaming! (1966)
- Don't Lose Your Head (1967)
- Follow That Camel (1967)
- Carry On Doctor (1967)
- Carry On Up the Khyber (1968)
- Carry On Camping (1969)
- Carry On Again Doctor (1969)
- Carry On Up the Jungle (1970)
- Carry On Loving (1970)
- Carry On Henry (1971)
- Carry On at Your Convenience (1971)
- Carry On Matron (1972)
- Carry On Abroad (1972)
- Carry On Girls (1973)
- Carry On Dick (1974)
- Carry On Behind (1975)
- Carry On England (1976)
- That's Carry On! (1977)
- Carry On Emmannuelle (1978)
- Carry On Columbus (1992)

### Películas planificadas
Varias otras películas fueron planificadas, guionizadas (o parcialmente guionizadas) o entraron en preproducción antes de ser abandonadas, tales como:

#### Carry On Again Nurse
En 1967, se pretendió realizar una secuela exitosa de Carry On Nurse, la cual se llamaría Carry On Doctor. En Carry On Doctor se aludió dos veces a Carry On Nurse, primero con los subtítulos (uno decía Nurse Carries On Again y Death of a Daffodil), y luego en una escena posterior con Frankie Howerd comentando un jarrón de narcisos en su habitación del hospital. Un segundo intento de Carry On Again Nurse llegó en 1979, después de que la serie dejara Rank Films y se trasladara a Hemdale. George Layton y Jonathan Lynn habían escrito un guion completo en 1977, pero el intento se canceló debido a las pérdidas económicas de Carry On Emmannuelle.
El último intento de crear Carry On Again Nurse se produjo en 1988, con un guion escrito por Norman Hudis. Este giraba en torno a un hospital a punto de cerrar y cuyos protagonistas iban a ser los actores originales Barbara Windsor, Jack Douglas, Kenneth Williams, Charles Hawtrey, Kenneth Connor y Joan Sims. El final de la película iba a ser un homenaje a Jacques, con Sims dando la vuelta a una fotografía de la actriz y preguntando: «Bueno, ¿lo he hecho bien?» (el guion está incluido en el libro The Lost Carry Ons). Estaba previsto que la producción comenzara en junio de 1988, pero la muerte de Williams dos meses antes, seguida de la de Hawtrey seis meses después (sumado a un presupuesto de 1,5 millones de libras, que se consideraba demasiado caro), supusieron el fin de la película, por lo que fue cancelada.

#### Otras
- What a Carry On… (1961)
- Carry on Smoking (1961) trataria de una estación de bomberos y varios intentos de entrenar a un torpe grupo de reclutas novatos.
- Carry On Spaceman (1961) fue guionizada por Norman Hudis y estaba prevista para estrenarse poco después de Carry On Regardless. El elenco, que satirizaba la carrera espacial, iba a estar conformado por tres aspirantes a astronautas que fracasaban constantemente en su entrenamiento y en su misión al espacio exterior; lo más probable es que los personajes habrían sido interpretados por el trío formado en Carry On Constable: Kenneth Williams, Kenneth Connor y Leslie Phillips. Los intentos de revivir Carry On Spaceman en 1962, bajo la dirección de Denis Gifford y de Hudis, fracasaron, y el proyecto se abandonó posteriormente.
- Carry On Flying (1962) trataría de un grupo de reclutas de la Real Fuerza Aérea. Norman Hudis escribió un guion y la película llegó hasta la fase de preproducción antes de ser abandonada. Jim Dale iba a tener un papel protagonista.
- Carry On Robin (1965) sería una parodia de Robin Hood protagonizada por los personajes de Carry On. Rogers esbozó la película y la registró en la Asociación Británica de Productores Cinematográficos, pero nunca la continuó.
- Carry On Escaping (1973), guionizada por Talbot Rothwell, sería una parodia de las películas de evasión de la Segunda Guerra Mundial. El guion completo se encuentra en el libro The Complete A-Z of Everything Carry On.
- Carry On Dallas (1980), una parodia de la popular telenovela estadounidense Dallas, se rodó en 1980. Se escribió un guion y se hicieron ofertas de casting a Williams, Connor, Douglas, Sims, Windsor, Hawtrey y Dale. La producción se abandonó cuando la productora de Dallas, Lorimar, exigió regalías de 20 veces el presupuesto total de la producción.[12]
- Carry On Down Under se planteó cuando, estando de vacaciones en Australia, Gerald Thomas buscó localizaciones y habló con la Australian Film Commission sobre una posible película. El guion completo, escrito por Vince Powell, se encuentra en el libro Fifty Years of Carry On.

El último proyecto de Carry On, antes del fallecimiento de Peter Rogers en 2009, fue Carry On London. Anunciada en 2003 por Rogers y el productor James Black, permaneció en fase de preproducción hasta comienzos de 2008. La productora aprobó el guion a finales de marzo de 2008, el cual «se centraba en una empresa de limusinas que transportaba a famosos a una entrega de premios». La película tuvo varios altibajos, y los productores y el reparto cambiaron mucho con el tiempo. Solo la poco conocida actriz galesa Jynine James mantuvo su nombre entre 2003 y 2008. Danniella Westbrook, David Jason, Shaun Williamson y Burt Reynolds también estuvieron vinculados al proyecto. En mayo de 2006, se anunció que Vinnie Jones y Shane Richie protagonizarían la película, la cual sería dirigida por Peter Richardson, aunque Ed Bye le sustituyó posteriormente como director. En la fiesta del 50 aniversario celebrada en los estudios Pinewood en marzo de 2008, Rogers confirmó que estaba planeando una serie de películas Carry On que sería una continuación de London, debido al éxito de la primera.
A principios de 2009, Carry On London o Carry On Bananas volvió a ponerse en marcha, con Charlie Higson como director y un reparto diferente, más moderno, que incluía a Paul O'Grady (en el papel del ácido Kenneth Williams), Jynine James, Lenny Henry, Justin Lee Collins, Jennifer Ellison (en el papel de la descarada Barbara Windsor), Liza Tarbuck (en el papel de Hattie Jacques), Meera Syal, James Dreyfus y Frank Skinner (en el papel de Sid James). A pesar del interés de los medios de comunicación y de la construcción de decorados en los estudios Pinewood, la película volvió a quedar en suspenso y el proyecto se abandonó tras la muerte de Peter Rogers en abril de 2009.

### Reinicio
En mayo de 2016, el productor Jonathan Sothcott de Hereford Films anunció planes para una nueva serie de películas de Carry On, comenzando con Carry On Doctors y Carry On Campus. El 12 de abril de 2017, Sothcott confirmó al sitio web The Hollywood News que ya no estaba involucrado con la serie de películas. A partir de septiembre de 2019, tres películas de Carry On se rodarían de forma consecutiva después de que Brian Baker ganara los derechos de las películas tras una batalla legal con ITV a principios de ese año. La producción de las nuevas películas se había planeado para la primavera de 2020. Sin embargo, el rodaje se pospuso debido a la pandemia de COVID-19 y se supo poco del proyecto hasta después de la muerte de Barbara Windsor en diciembre de 2020, cuando Baker anunció que usaría imágenes antiguas de la actriz en la película, diciendo: «Barbara hará una aparición». Baker declaró al Daily Star Sunday: «Tenemos dos historias nuevas y estamos pensando en volver a hacer una de las antiguas para llevarla a la calidad de hoy en día, probablemente Carry On Sergeant».
La empresa de Baker, Carry On Films Ltd, se disolvió más tarde.

## Spin-offs

### Televisión
Los personajes y el estilo cómico de la serie de películas Carry On se adaptaron a una serie de televisión titulada Carry On Laughing, y a varios especiales navideños.

### Álbum
En 1971, Music for Pleasure publicó un disco de larga duración, Oh! What a Carry On! (MFP MONO 1416), con canciones interpretadas por Kenneth Williams, Jim Dale, Kenneth Connor, Frankie Howerd, Bernard Bresslaw, Joan Sims, Barbara Windsor y Dora Bryan.

## Legado

### Documentales
En 1998, se realizó un documental de televisión de 50 minutos, What's a Carry On?, debido al cuadragésimo aniversario de la primera película. Incluye clips de archivo, tomas falsas y entrevistas con miembros supervivientes del reparto. Se incluyó como extra en la edición en DVD de Carry On Emmannuelle.
Un documental radiofónico de dos horas, Carry On Forever, presentado por Leslie Phillips, se emitió en dos partes en BBC Radio 2 el 19 y 20 de julio de 2010. Una retrospectiva televisiva en tres partes con el mismo título, narrada por Martin Clunes, se emitió en ITV3 en el Reino Unido durante la Semana Santa de 2015.

### Lanzamiento para consumo casero
La serie de películas Carry On ha tenido numerosos lanzamientos individuales en VHS, y una serie de VHS fue lanzada en un paquete de dieciocho cintas el 1 de septiembre de 2003.
El 1 de septiembre de 2008, ITV Studios Home Entertainment editó por primera vez la serie de películas en DVD y, cinco años más tarde, el 7 de octubre de 2013, la reeditó con un paquete más pequeño. Todas las películas de la colección también se pueden adquirir por separado.
Desde 2013, StudioCanal ha lanzado varias de las películas de Carry On en Blu-ray, empezando por Carry On Screaming! (21 de octubre de 2013), Carry On Cleo (5 de mayo de 2014), Carry On Cowboy (2 de junio de 2014) y Carry On Jack (7 de julio de 2014).

### Impacto cultural
El éxito de Carry On dio lugar a que cómicos contemporáneos hicieran parodias en honor de la serie:
- En The Spitting Image Book, publicado en 1985, se hace referencia a una película ficticia para televisión titulada Carry On Up the Rectum, en la que se satiriza la transparencia de los juegos de palabras utilizados para Carry On Up the Khyber y, posiblemente, Carry On Up the Jungle.[35]
- El falso documental de Harry Enfield, Norbert Smith: A Life (1989), incluye un fragmento de una película ficticia, Carry On Banging (una parodia del enfoque más arriesgado de las películas posteriores, como Carry On Dick y Carry On Emmannuelle). El escenario es el Campamento pacifista de mujeres en Greenham Common, en la década de 1980, con Barbara Windsor, Jack Douglas y Kenneth Connor.[12]
- That Mitchell and Webb Look presenta el sketch Bawdy 1970s Hospital, que retrata un hospital estereotipado al estilo de Carry On en el que se usa el doble sentido con regularidad, excepto por parte de un médico que tiene problemas para encajar ya que es incapaz de entender la distinción con la obscenidad.
- Se emplea el «mensaje subliminal» del plano final de Carry On Cowboy en la segunda serie de The Young Ones.
- En la octava novela de la saga Portable Door de Tom Holt, When It's a Jar (2013), la franquicia Carrion ofrece una «mezcla singular y peculiar de terror zombi sangriento con la comedia británica tradicional, en la que hay bofetadas e insinuaciones» con títulos como Carrion Nursing, Carrion Camping y Carrion Up the Khyber.[36]
- En el libro de The Goodies, The Making of the Goodies Disaster Movie, el trío visita el plató de Carry On Christ para pedir consejo al equipo de Carry On mientras están rodando una escena relacionada con «The Feeding of the Five Thousand» (La alimentación de los cinco mil), con algunos de los miembros del elenco como Kenneth Williams en el papel de Poncio Pilatos, Charles Hawtrey como A Wise Virgin (Una virgen sabia), Barbara Windsor como Not a Wise Virgin (Una virgen no tan sabia) y Hattie Jacques como The Five Thousand (Los cinco mil).[37]
- Las escenas de varias películas de Carry On se utilizan en In The Movies It Doesn't Hurt (1975), un cortometraje sobre seguridad en laboratorios para escuelas protagonizado por Bernard Bresslaw.[38][39]
- En la canción Some Girls Are Bigger Than Others de The Smiths, una de las líneas es: «Como Antonio le dijo a Cleopatra, mientras abría una caja de cerveza, oh, digo yo», haciendo referencia a Carry on Cleo.

- En la serie de televisión Funny Woman (2023), ambientada a mediados de los años sesenta, se mencionan las películas de Carry On varias veces, ya que la protagonista de la serie, Sophie Straw, interpretada por Gemma Arterton, recibe una oferta para un papel actuar en la serie cinematográfica.